# Mistrzostwa Świata w Lekkoatletyce 2015 – rzut młotem kobiet
Rzut młotem kobiet – jedna z konkurencji technicznych rozgrywanych podczas lekkoatletycznych mistrzostw świata na Stadionie Narodowym w Pekinie.
W zawodach nie wzięła udziału obrończyni tytułu – Rosjanka Tatjana Łysienko-Biełobrodowa.
Rywalizacja zaliczana była do IAAF Hammer Throw Challenge.

## Terminarz
| Data        | Godzina |                    |
| ----------- | ------- | ------------------ |
| 26 sierpnia | 9:30    | Eliminacje (gr. A) |
| 26 sierpnia | 10:55   | Eliminacje (gr. B) |
| 27 sierpnia | 19:00   | Finał              |

## Rekordy
Tabela prezentuje rekord świata, rekordy poszczególnych kontynentów, mistrzostw świata, a także najlepszy rezultat na świecie w sezonie 2015 przed rozpoczęciem mistrzostw.
|                                                | Zawodnik                      | Wynik | Miejsce      | Data                  |
| ---------------------------------------------- | ----------------------------- | ----- | ------------ | --------------------- |
| Rekord świata                                  | Anita Włodarczyk              | 81,08 | Cetniewo     | 1 sierpnia 2015(dts)  |
| Listy światowe                                 | Anita Włodarczyk              | 81,08 | Cetniewo     | 1 sierpnia 2015(dts)  |
| Rekord mistrzostw świata                       | Tatjana Łysienko-Biełobrodowa | 78,80 | Moskwa       | 16 sierpnia 2013(dts) |
| Rekord Afryki                                  | Amy Sène                      | 69,70 | Forbach      | 25 maja 2014(dts)     |
| Rekord Ameryki Południowej                     | Jennifer Dahlgren             | 73,74 | Buenos Aires | 10 kwietnia 2010(dts) |
| Rekord Ameryki Północnej, Środkowej i Karaibów | Yipsi Moreno                  | 76,62 | Zagrzeb      | 9 września 2008(dts)  |
| Rekord Australii i Oceanii                     | Bronwyn Eagles                | 71,12 | Adelaide     | 6 lipca 2003(dts)     |
| Rekord Azji                                    | Wang Zheng                    | 77,68 | Chengdu      | 29 marca 2014(dts)    |
| Rekord Europy                                  | Anita Włodarczyk              | 81,08 | Cetniewo     | 1 sierpnia 2015(dts)  |

## Minima kwalifikacyjne
Aby zakwalifikować się do mistrzostw, należało wypełnić minimum kwalifikacyjne wynoszące 70,00 (uzyskane w okresie od 1 października 2014 do 10 sierpnia 2015), z uwagi na małą liczbę zawodniczek z minimum, kolejne lekkoatletki zaproszono do występu w mistrzostwach na podstawie lokat na listach światowych.

## Rezultaty

### Eliminacje
Awans: 72,50 (Q) lub 12 najlepszych rezultatów (q).
| Pozycja | Grupa | Zawodniczka         | Państwo                  | #1    | #2    | #3    | Wynik | Uwagi |
| ------- | ----- | ------------------- | ------------------------ | ----- | ----- | ----- | ----- | ----- |
| 1.      | A     | Anita Włodarczyk    | Polska                   | 75,01 |       |       | 75,01 | Q     |
| 2.      | A     | Alexandra Tavernier | Francja                  | 74,39 |       |       | 74,39 | Q,    |
| 3.      | A     | Wang Zheng          | Chińska Republika Ludowa | 69,85 | 73,06 |       | 73,06 | Q     |
| 4.      | B     | Zhang Wenxiu        | Chińska Republika Ludowa | 72,92 |       |       | 72,92 | Q,    |
| 5.      | B     | Zalina Marghieva    | Mołdawia                 | 72,29 | –     | –     | 72,29 | q     |
| 6.      | B     | Amber Campbell      | Stany Zjednoczone        | 72,06 | –     | –     | 72,06 | q     |
| 7.      | A     | Kathrin Klaas       | Niemcy                   | 71,38 | 71,41 | 67,81 | 71,41 | q     |
| 8.      | A     | Sophie Hitchon      | Niemcy                   | x     | 71,07 | x     | 71,07 | q     |
| 9.      | B     | Betty Heidler       | Niemcy                   | 69,80 | 70,60 | 69,61 | 70,60 | q     |
| 10.     | A     | Rosa Rodríguez      | Wenezuela                | 70,57 | x     | x     | 70,57 | q     |
| 11.     | A     | Amanda Bingson      | Stany Zjednoczone        | 66,99 | x     | 69,99 | 69,99 | q     |
| 12.     | A     | Alena Sobalewa      | Białoruś                 | 68,66 | x     | 69,86 | 69,86 | q     |
| 13.     | B     | Sultana Frizell     | Kanada                   | 69,66 | 67,54 | 69,37 | 69,66 |       |
| 14.     | A     | Malwina Kopron      | Polska                   | 69,53 | 66,13 | 67,85 | 69,53 |       |
| 15.     | B     | Yirisleydi Ford     | Kuba                     | x     | 67,92 | 69,43 | 69,43 |       |
| 16.     | B     | Martina Hrašnová    | Słowacja                 | 68,80 | 67,28 | 67,63 | 68,80 |       |
| 17.     | B     | Joanna Fiodorow     | Polska                   | 68,72 | x     | x     | 68,72 |       |
| 18.     | A     | DeAnna Price        | Stany Zjednoczone        | x     | x     | 68,69 | 68,69 |       |
| 19.     | B     | Réka Gyurátz        | Węgry                    | 64,94 | 68,26 | 65,37 | 68,26 |       |
| 20.     | B     | Kıvılcım Kaya       | Turcja                   | 67,98 | x     | 66,98 | 67,98 |       |
| 21.     | B     | Jennifer Dahlgren   | Argentyna                | 66,89 | 67,68 | x     | 67,68 |       |
| 22.     | A     | Liu Tingting        | Chińska Republika Ludowa | x     | 66,48 | 67,07 | 67,07 |       |
| 23.     | B     | Hanna Skydan        | Azerbejdżan              | 66,91 | x     | 66,82 | 66,91 |       |
| 24.     | B     | Silvia Salis        | Włochy                   | 64,43 | x     | 66,80 | 66,80 |       |
| 25.     | A     | Marina Nichișenco   | Mołdawia                 | x     | 66,63 | x     | 66,63 |       |
| 26.     | B     | Tracey Andersson    | Szwecja                  | x     | 65,28 | 65,99 | 65,99 |       |
| 27.     | A     | Iryna Nowożyłowa    | Ukraina                  | 65,65 | 65,17 | 61,93 | 65,65 |       |
| 28.     | A     | Éva Orbán           | Węgry                    | 64,57 | x     | x     | 64,57 |       |
| 29.     | B     | Laura Redondo       | Hiszpania                | 62,46 | 63,86 | 63,45 | 63,86 |       |
| 30.     | A     | Tereza Králová      | Czechy                   | 61,13 | 61,39 | x     | 61,39 |       |
| –       | B     | Alena Kreczyk       | Białoruś                 | x     | x     | x     | NM    |       |

### Finał
| Pozycja | Zawodniczka         | Państwo                  | #1    | #2    | #3    | #4    | #5    | #6    | Wynik | Uwagi |
| ------- | ------------------- | ------------------------ | ----- | ----- | ----- | ----- | ----- | ----- | ----- | ----- |
| 01 !    | Anita Włodarczyk    | Polska                   | 74,40 | 78,52 | 80,27 | 80,85 | 79,31 | x     | 80,85 | CR    |
| 02 !    | Zhang Wenxiu        | Chińska Republika Ludowa | 73,47 | 75,92 | 73,65 | 76,33 | 69,93 | 72,99 | 76,33 | SB    |
| 03 !    | Alexandra Tavernier | Francja                  | 74,02 | 69,59 | x     | 67,83 | 69,93 | 70,60 | 74,02 |       |
| 4.      | Sophie Hitchon      | Wielka Brytania          | 71,20 | 71,44 | 73,65 | 71,06 | 72,10 | 73,86 | 73,86 | NR    |
| 5.      | Wang Zheng          | Chińska Republika Ludowa | 72,92 | 68,80 | x     | x     | 71,50 | 73,83 | 73,83 |       |
| 6.      | Kathrin Klaas       | Niemcy                   | 70,61 | 72,72 | 73,13 | 72,65 | 71,64 | 73,18 | 73,18 | SB    |
| 7.      | Betty Heidler       | Niemcy                   | 69,33 | 72,56 | 72,24 | 72,35 | 71,22 | 69,85 | 72,56 |       |
| 8.      | Zalina Marghieva    | Mołdawia                 | 72,15 | 72,20 | 72,38 | x     | 71,87 | x     | 72,38 |       |
| 9.      | Amanda Bingson      | Stany Zjednoczone        | 72,35 | 68,86 | x     |       |       |       | 72,35 | SB    |
| 10.     | Alena Sobalewa      | Białoruś                 | 63,52 | 67,80 | 70,09 |       |       |       | 70,09 |       |
| 11.     | Rosa Rodríguez      | Wenezuela                | x     | x     | 67,78 |       |       |       | 67,78 |       |
| –       | Amber Campbell      | Stany Zjednoczone        | x     | x     | x     |       |       |       | NM    |       |